# 河内孝博
河内 孝博（かわち たかひろ、1966年5月14日 - ）は、日本の男性声優、ナレーター、修斗オフィシャルリング・アナウンサー兼テレビ実況担当。富山県氷見市出身。青二プロダクション所属。
日本芸術専門学校講師。

## 略歴
- 大学では剣道部所属で主将も経験、剣道初段の腕前を持つ。
- 1989年 - 日本大学芸術学部卒業後、アナウンサーとして北陸放送入社。
- 2000年9月 - 北陸放送退社。
- 2000年10月 - フリーアナウンサーへの転身のため上京。その際に、日本大学芸術学部の同期生の日本修斗協会・若林太郎事務局長の誘いを受け、修斗の公式リング・アナウンサーとなった。また、声優として主に作中の実況アナウンサーやニュースキャスターの役で出演することがある。

## 出演

### テレビアニメ
2000年
- ちびまる子ちゃん（2000年 - 2023年、司会者、TVナレーション、アナウンサー）

2001年
- 爆転シュート ベイブレード（サルバトール）

2004年
- リングにかけろ1（2004年 - 2010年、アナウンス、レフェリー、アナウンサー、警備員）- 3シリーズ

2008年
- ゴルゴ13（ニュースキャスター）
- ミチコとハッチン（2008年 - 2009年、ラジオ音声、ニュース音声、TV解説、アナウンサー）

2009年
- 銀魂（実況）

2010年
- ネットミラクルショッピング 2ndシーズン（男性ナレーター）

2016年
- クロムクロ（エンリケ）

2017年
- UQ HOLDER! 〜魔法先生ネギま!2〜（武道会の実況）

2018年
- フルメタル・パニック! Invisible Victory（アナウンサー）

2020年
- ハイキュー!! TO THE TOP（アナウンサーB、アナウンサー）

### ゲーム
2001年
- 真・三國無双2（孫策、龐統）

2002年
- 真・三國無双2 猛将伝（孫策、龐統）

2003年
- 真・三國無双3（孫策、龐統）
- 真・三國無双3 猛将伝（孫策、龐統）

2004年
- 真・三國無双3 Empires（孫策、龐統）
- 戦国無双（今川義元、兵士4）
- 戦国無双 猛将伝（今川義元、兵士4）

2005年
- 激・戦国無双（今川義元）
- 真・三國無双4（孫策、龐統）
- 真・三國無双4 猛将伝（孫策、龐統）

2006年
- 雀・三國無双（孫策、龐統）
- 真・三國無双4 Empires（孫策、龐統）

2007年
- 真・三國無双5（孫策、龐統）
- 戦国無双2 猛将伝（今川義元）
- 無双OROCHI（孫策、龐統、今川義元）

2008年
- 無双OROCHI 魔王再臨（孫策、龐統、今川義元）

2009年
- 真・三國無双5 Empires（孫策、龐統）
- 戦国無双3（今川義元）
- 無双OROCHI Z（孫策、龐統、今川義元）

2010年
- 真・三國無双 MULTI RAID 2（孫策、龐統）

2011年
- 真・三國無双6（孫策、龐統）
- 真・三國無双6 Special（孫策、龐統）
- 真・三國無双6 猛将伝（孫策、龐統）
- 真・三國無双 NEXT（孫策、龐統）
- 戦国無双3 猛将伝（今川義元）
- 戦国無双3 Z（今川義元）
- 無双OROCHI 2（孫策、龐統、今川義元）

2012年
- 真・三國無双6 Empires（孫策、龐統）
- 真・三國無双 VS（孫策）
- 戦国無双 Chronicle 2nd（今川義元）

2013年
- 真・三國無双7（孫策、龐統）
- 真・三國無双7 猛将伝（孫策、龐統）
- 無双OROCHI2 Ultimate（孫策、龐統、今川義元）

2014年
- 真・三國無双7 Empires（孫策、龐統）
- 戦国無双 Chronicle 3（今川義元）
- 戦国無双4（今川義元）

2018年
- 真・三國無双8（孫策、龐統）
- 無双OROCHI 3（孫策、龐統、今川義元）

2021年
- 真・三國無双8 Empires（孫策、龐統）

2025年
- 真・三國無双 ORIGINS（孫策、龐統）

### ドラマCD
- 戦国無双 百花響演（今川義元[18]）
- テイルズ オブ ファンタジア なりきりダンジョン -月の章-（父親）

### 吹き替え
- 白雪姫（ファレスト・フォックス）
- Mr.インクレディブル

### テレビドラマ
- ココだけの話（2001年）
- やんパパ（2002年）
- ショムニ FOREVER（2003年）司会者 役
- 時効警察（2006年）レポーター 役
- 演歌の女王（2007年）#1・神様の声 役
- ホタルノヒカリ（2007年）
- 週刊真木よう子「中野の友人」（2008年）ナレーション
- 仮面ライダーオーズ/OOO（2011年）ファッションショー司会の声 役

### バラエティ
- ウッチャきナンチャき（ナレーション）
- ダウンタウンのガキの使いやあらへんで!!（ナレーション）
- 爆笑問題プレゼンツ・世界のゴールデンタイム!!超人気番組大集合スペシャル!（ボイスオーバー）
- いきなり!黄金伝説（リポーター）
- プラチナ チケット（リポーター）
- EV・SAT NIGHT FUJI（リポーター）
- せきらら白書（リポーター）
- タイノッチ（進行）
- モノクラ〜べ（BSスカパー！　ナレーション）

### その他のテレビ番組
- ウォッチ!（ナレーション）
- エクスプレス（ナレーション）
- FNNスーパーニュース（ナレーション）
- 直行便TV（ナレーション）
- BS朝日スペシャル（ナレーション）
- まる得マガジン（ナレーション）
- トリノ五輪2006（ナレーション）
- 世界陸上2001（ナレーション）
- ブロードキャスター（ナレーション）
- オフレコ（ボイスオーバー）
- さんタク5（ナレーション）
- ビューティーライフ・ハッピーライフ（ナレーション）
- 修斗オフィシャル･リングアナウンサー
- 美の巨人たち（ボイスオーバー）
- スーパーJチャンネル（ナレーション）
- スパニチ!!「天才クイズランド」（2014年6月22日、TBSテレビ）出題の声

### ラジオ
- ニッポン放送･ニュースデスク（ - 2014年3月、2017年6月 - ）
- J-WAVE･ニュースデスク（2014年4月 - ）

### ネット配信
- NEWS GyaO（ナレーション）
- メディカル アイ（ナレーション）

### イベント
- 大決戦!超ウルトラ8兄弟 制作発表会（司会）

### 実況担当
- 修斗（実況兼リングアナウンサー）
- 戦極-SENGOKU-（実況兼リングアナウンサー）

### その他のコンテンツ
- ウルトラマンティガ〜光の子供たちへ〜（アナウンサーの声）
- 東京ディズニーランド
  - 白雪姫と七人のこびと（キツネ）
- 燈の守り人～幻想夜話～（2022年、岩崎ノ鼻灯台[19]）
- 燈の守り人 灯台音声ガイド 富山県高岡市 岩崎ノ鼻灯台（2022年、ナビゲーター）[19]

## 北陸放送時代の担当番組

### テレビ
- MROテレポート6
- 気ままにマンデー

### ラジオ
- 河内くんのもうすぐお昼
- 河内君の日曜満開shall we らじお
- 翔んでDoDoあむあむワイド
- 日本列島ここが真ん中
- 真里ちゃんのWAになってCoke!(T.かわちと名乗り「その気になってシネマ」のコーナーで登場。パーソナリティー水野真里子とラジオドラマをしていたことも。)
- 全国高校野球選手権石川大会（実況）